# Mahmoud al-Zahar
Pour les articles homonymes, voir Zahar.
 (juin 2018).
Mahmoud al-Zahar (né en 1945), est un homme politique palestinien.

## Biographie
Ministre des affaires étrangères du 29 mars 2006 au 17 mars 2007. Membre du Hamas et un des dirigeants de cette organisation à Gaza. Né à Gaza d'un père palestinien et d'une mère égyptienne, Mahmoud Zahar a étudié la médecine au Caire. Revenu au milieu des années 1970 dans les territoires palestiniens, il a enseigné la médecine à l'université islamique de Gaza. En 1992, il est exilé par Israël au Liban-Sud pendant un an. Ensuite, l'autorité palestinienne l'emprisonne à plusieurs reprises. Mahmoud Zahar a accédé à la direction du Hamas après l'emprisonnement en Israël en 1989 du chef spirituel du mouvement, cheikh Ahmed Yassine, assassiné en 2004 dans une opération ciblée de l'armée israélienne. Il devient alors le premier porte-parole du Hamas. Mahmoud Zahar a lui aussi fait l'objet d'une tentative d'assassinat par Israël le 10 septembre 2003 lorsqu'un F-16 a largué une bombe sur sa maison de Rimal, tuant son fils et son garde du corps et blessant sa femme. Il a récemment affirmé que le Hamas ne reconnaîtrait pas Israël mais pouvait conclure une trêve de longue durée avec l'État hébreu.[réf. nécessaire]
Le mardi 15 janvier 2008, un autre de ses fils, Hussam al-Zahar, est tué dans un raid israélien à Gaza, 18 autres palestiniens sont également tués au cours de ce raid.
Au cours d'une interview donnée à la chaine Houthi Al-Masirah le 12 décembre 2022, il déclare que l'objectif du Hamas est d'imposer la Charia sur l'ensemble de la planète et de mettre fin au sionisme et au christianisme.

## Controverse sur l'attribution incorrecte de l'auteur deLa Fin des Juifs
Lors de la Conférence de Munich sur la sécurité, le 17 février 2024, le président israélien Isaac Herzog a faussement attribué l'auteur du livre La Fin des Juifs à Mahmoud al-Zahar. Cette attribution incorrecte a été rapidement reprise et rapportée tant par les médias israéliens,,que par The New York Post, sans vérification initiale des faits. Une clarification  de la bibliothèque nationale d'Israël a révélé que l'auteur réel du livre est l'écrivain égyptien Abu Al Fida Muhammad Aref, et non al-Zahar.